# Andrea Sambu Sipe
Andrea Sambu Sipe (auch Andrew Sambu; * 5. Oktober 1972 in Mbulu) ist ein tansanischer Langstreckenläufer.
Bei den Afrikameisterschaften 1990 in Kairo gewann er über 5000 und 10.000 Meter Silber. Im Jahr darauf gewann er das Juniorenrennen der Crosslauf-Weltmeisterschaften in Antwerpen und den Giro Media Blenio, schied aber bei den Weltmeisterschaften in Tokio über 5000 Meter im Vorlauf aus. Über dieselbe Distanz wurde er bei den Olympischen Spielen 1992 in Barcelona Zehnter.
Danach wechselte er zum Straßenlauf und stellte 1996 beim Saint-Denis-Halbmarathon den aktuellen Streckenrekord auf.
2001 meldete er sich mit einem Sieg beim Prag-Marathon zurück und wurde Zwölfter beim Chicago-Marathon. Jeweils Zweiter wurde er in Prag 2002 und beim Köln-Marathon 2002 und 2003. 2004 wurde er Vierter beim Ruhrmarathon und Zweiter beim JoongAng Seoul Marathon, 2005 Vierter beim Seoul International Marathon und 2007 Vierter beim Belgrad-Marathon.
2010 wurde er Dritter beim Utrecht-Marathon und Achter beim Danzhou-Marathon. 2013 folgte ein neunter Platz in Danzhou.

## Persönliche Bestzeiten
- 3000 m: 7:42,93 min, 11. August 1991, Grosseto
- 5000 m: 13:20,12 min, 5. August 1991, Malmö
- 10.000 m: 28:31,5 min, 3. Oktober 1990, Kairo
- Halbmarathon: 1:01:43 h, 3. November 1996, Saint-Denis
- Marathon: 2:09:52 h, 7. November 2004, Seoul